# Caroline Wozniacki
Caroline Wozniacki (/voʑˈɲatski/) és una jugadora de tennis professional danesa, nascuda l'11 de juliol de 1990 a Odense, Dinamarca. Va arribar a ser la número 1 del rànquing mundial de la WTA durant les temporades 2010 i 2011. No va ser fins al 2018 que va guanyar el seu primer títol de Grand Slam a l'Open d'Austràlia, després de dues finals perdudes, i que li va servir també per recuperar el número 1. Ha guanyat un total de 29 títols individuals i 2 de dobles.

## Biografia
Wozniacki és filla d'immigrants catòlics polonesos, Piotr i Anna Wozniacki. La seva mare havia jugat en la selecció polonesa de voleibol i el seu pare fou futbolista professional. La parella es van mudar a Dinamarca quan el seu pare va fitxar per l'equip danès de futbol Boldklubben 1909. El seu germà gran Patrik és també futbolista professional i juga a l'equip Hvidovre IF. Parla tres idiomes: polonès, anglès i danès.
És amant de diversos esports com handbol, futbol o natació i també li agrada tocar el piano. És seguidora del club de futbol Liverpool, en alguna ocasió ha aparegut amb una samarreta d'aquest equip signada pel seu capità Steven Gerrard. La seva millor amiga és Malou Ejdesgaard, que també és tennista, i en algunes ocasions han format parella en torneigs WTA.
Va tenir una relació amorosa amb el golfista nord-irlandès Rory McIlroy fins al punt que van arribar a estar promesos i amb dia de casament fixat, però sobtadament van finalitzar la seva relació sense indicar els detalls. Posteriorment va tenir una altra relació amb l'ex-jugador de bàsquet David Lee, amb el qual també es van prometre.
L'any 2009 va signar un contracte patrocini amb la línia de roba esportiva d'Adidas dissenyada per Stella McCartney. També ha estat patrocinada per Compeed, Rolex, Danske Invest, Oriflame, Turkish Airlines, Proactiv, Sony Ericsson, Yonex i e-Boks.

## Torneigs de Grand Slam

### Individual: 3 (1−2)
| Resultat   | Núm. | Any  | Torneig          | Oponent         | Marcador         |
| ---------- | ---- | ---- | ---------------- | --------------- | ---------------- |
| Finalista  | 1.   | 2009 | US Open          | Kim Clijsters   | 5−7, 3−6         |
| Finalista  | 2.   | 2014 | US Open (2)      | Serena Williams | 3−6, 3−6         |
| Guanyadora | 1.   | 2018 | Open d'Austràlia | Simona Halep    | 7−6(2), 3−6, 6−4 |

## Carrera esportiva

### Primers anys (2005−2008)
Després de guanyar diferents torneigs en categoria júnior, inclòs Wimbledon i el torneig Orange Bowl de tennis, Wozniacki va fer el seu debut professional en el circuit professional femení Sony Ericsson WTA el 19 de juliol de 2005 a Cincinnati amb quinze anys acabats de fer. Allà es va enfrontar en primera ronda a la cap de sèrie número 1, Patty Schnyder, amb la qual va perdre en dos sets i que posteriorment en fou la campiona.

Wozniacki disputant la final de Wimbledon júnior (2006)

Va començar la temporada encapçalant la llista de caps de sèrie en categoria júnior en l'Open d'Austràlia, però fou derrotada en la final per Anastassia Pavliutxénkova. En dobles va arribar a semifinals fent parella amb Anna Tatishvili. A Memphis va arribar a quarts de final, primera vegada que ho aconseguia en un torneig de la WTA, però fou superada per Sofia Arvidsson. Junt a Viktória Azàrenka es van plantar a la final de dobles davant la sorpresa de tothom, però foren superades per l'experimentada parella formada per Lisa Raymond i Samantha Stosur. Posteriorment va rebre una invitació per disputar la fase prèvia del Wimbledon però fou superada en primera ronda per Miho Saeki, així que finalment va disputar el torneig en categoria júnior. Va superar totes les rondes fins a guanyar a Magdaléna Rybáriková en la final. Posteriorment, també va arribar a quarts de final en el torneig d'Estocolm però fou derrotada per la guanyadora final del torneig, Zheng Jie. En l'últim Grand Slam de la temporada, Wozniacki fou segona cap de sèrie en el categoria júnior. Després de superar la primera ronda, fou desqualificada per insultar l'àrbitre principal del partit. En el seu blog personal, la danesa va afirmar que les seves paraules mal interpretat, ja que s'estava criticant així mateix pel seu error. El seu darrer torneig com a júnior fou a Osaka, on va aconseguir el títol individual i de dobles. Poc després d'esdevenir professional ja va aconseguir el seu primer títol en el circuit ITF a Istanbul i superant a Tatjana Malek en la final. A final d'any, Wozniacki fou nomenada ambaixadora del Danish Junior Tennis pel ministre de cultura danès, Brian Mikkelsen.
A principi de la temporada 2007 va guanyar els torneigs de Urtijëi i Las Vegas del circuit ITF superant en la final a Alberta Brianti i Akiko Morigami respectivament. Fou convidada a participar en el torneig d'Indian Wells i caigué a segona ronda davant Martina Hingis. Estant per primera vegada entre les 100 millors del món, arribà a la seva primera semifinal en un torneig de WTA a Tòquio, on fou derrotada per Venus Williams. També va fer un paper destacat a Fes i Estocolm, on va arribar a quarts de final després de perdre contra Ioana Raluca Olaru i Agnieszka Radwanska respectivament. Feu el seu debut en el quadre principal de tres Grand Slam: en el Roland Garros va perdre en primera ronda davant Nathalie Dechy provenint de la qualificació, a Wimbledon va arribar a segona ronda perdent davant Mara Santangelo, i en el US Open va caure davant Alizé Cornet en segona ronda.

Wozniacki a l'US Open (2008).

Wozniacki començà el 2008 jugant un torneig d'exhibició a Hong Kong. En el seu enfrontament contra de Maria Xaràpova va perdre ràpidament però aconseguí el trofeu de dobles al costat de Venus Williams. En el primer Grand Slam de l'any, l'Obert d'Austràlia, Wozniacki venç en la rondes inicials a Gisela Dulko, Alona Bondarenko i Sabine Lisicki, però a quarta ronda no va poder superar Ana Ivanović, posterior campiona. Tant a Doha com a Memphis fou derrotada a quarts de final per Xaràpova i Lindsay Davenport respectivament. Seguint pels Estats Units, a Indian Wells va perdre en quarta ronda enfront Svetlana Kuznetsova, a Miami també quedà eliminada a quarta ronda però aquí per Venus Williams, i a Amèlia Island va caure a segona ronda davant Alona Bondarenko. Al Roland Garros va entrar com a cap de sèrie, primera vegada en un Grand Slam. Fou derrotava a tercera ronda novament per Ivanović que també en fou la vencedora. A Wimbledon tampoc va superar la tercera ronda després de perdre enfront Jelena Janković. Wozniacki assolí el seu primer títol del circuit WTA, en guanyar el torneig d'Estocolm (Nordea Nordic Light Open) al vèncer en la final a Vera Duixévina. En els Jocs Olímpics d'estiu de 2008, Wozniacki va arribar a tercera ronda fins a perdre amb la guanyadora final de la medalla d'or, Ielena Deméntieva. Seguidament va guanyar el segon títol de l'any a New Haven (Pilot Pen Tennis) vencent a Anna Txakvetadze en la final, i deixant en el camí a Marion Bartoli i Alizé Cornet. Al US Open va superar les tres primeres rondes però va caure davant Janković. A Pequín va perdre en el partit inaugural contra Anabel Medina Garrigues però fent parella amb ella es van endur el títol de dobles, el primer de dobles de la seva carrera. Obtingué el seu tercer títol de la seua carrera a Tòquio al vèncer a Kaia Kanepi, on per primera ocasió fou la principal cap de sèrie, i arribà a la final en el torneig de Luxemburg perdent contra Deméntieva. També va disputar el torneig del seu país en el cricuit ITF, a Odense, i va guanyar el títol superant a Sofia Arvidsson en la final. Va tancar la temporada en la posició 12 del rànquing mundial i fou reconeguda amb el guardó de tennista revelació.

### Ascens al número 1 (2009−2011)
La temporada 2009 va començar amb les derrotes a quarts de final a Auckland i Sydney contra Ielena Vesninà i Serena Williams, respectivament. Com a onzena cap de sèrie, Wozniacki va perdre a tercera ronda en l'Open d'Austràlia davant la convidada Jelena Dokić. Seguidament va disputar el torneig de Memphis on fou finalista perquè va caure davant Viktória Azàrenka. Paral·lelament també van disputar conjuntament el torneig de dobles i van guanyar el torneig derrotant a Michaëlla Krajicek i Yuliana Fedak. En els primers dos torneigs obligatoris d'Indian Wells i Miami, Wozniacki va caure a quarts de final en ambdós contra Vera Zvonariova, que en fou la campiona, i Svetlana Kuznetsova, respectivament. La primera alegria va arribar a Ponte Vedra Beach, on va proclamar-se campiona en superar fàcilment a Aleksandra Wozniak gràcies a un poderós primer servei i un encertat joc a la resta. A Charleston va superar la primera cap de sèrie a semifinals, Deméntieva, però va perdre en la final contra Sabine Lisicki. Llavors va perdre en segona ronda a Stuttgart contra Bartoli i en tercera a Roma contra Azàrenka. En la primera edició del torneig de Madrid en categoria femenina, va arribar a la final però fou superada per la número 1 Dinara Safina. En el segon Grand Slam, Roland Garros, va caure a tercera ronda contra Sorana Cîrstea i en dobles va perdre a primera ronda. El segon títol de l'any va arribar sobre gespa a Eastbourne, on va derrotar a Virginie Razzano. A Wimbledon va entrar al quadre com a novena cap de sèrie i va perdre a quarta ronda contra Lisicki. El dia que celebrava el seu dinovè aniversari va disputar la final del torneig de Bastad però fou vençuda per María José Martínez Sánchez. Posteriorment va encadenar una ratxa força negativa perdent a segona ronda de Los Angeles contra Cîrstea, a quarts de final de Cincinnati contra Deméntieva, a segona ronda de Toronto contra Zheng Jie. Finalment es va trobar amb un nou èxit a New Haven, tercer títol de l'any, on va defensar el títol amb èxit sense perdre cap set i superant a Vesninà en la final. Al US Open, la danesa va aconseguir el seu millor resultat individual alhora que esdevenia la primera tennista danesa en arribar a una final de Grand Slam des de la instauració de l'Era Open. Malgrat realitzar un paper digne en la final, fou derrotada per Kim Clijsters, que recentment havia tornat al tennis professional després d'haver-se retirat l'any 2007. A causa d'una malaltia vírica es va retirar a segona ronda del torneig de Tòquio, i posteriorment va perdre en primera ronda a Pequín contra Martínez Sánchez, a semifinals d'Osaka contra Samantha Stosur i a primera ronda de Luxemburg contra Anne Kremer, aquest darrer a causa d'una tendinitis. Els bons resultats aconseguits durant l'any li van permetre classificar-se per la Copa Masters de Doha per primera vegada. En la fase inicial va guanyar dos dels tres partits i va avançar a semifinals. Allà va coincidir amb la número 1 del rànquing mundial, Serena Williams i malgrat guanyar el primer set, es va retirar a causa d'una lesió a la cuixa esquerra i un dolor a l'estómac.
En el primer partit de la temporada fou vençuda per Li Na a Sydney. En l'Open d'Austràlia va entrar al quadre com a vuitena cap de sèrie però fou superada novament per Li a quarta ronda en dos sets. Malgrat la derrota, Wozniacki va escalar fins a la tercera posició del rànquing mundial. A Indian Wells fou finalista després de perdre davant Janković i va accedir a la segona posició del rànquing. Seguidament va disputar el torneig de Miami i va caure a quarts de final contra Justine Henin, que retornava al circuit professional després d'uns anys retirada. A Ponte Vedra Beach va defensar el títol amb èxit derrotant a Olga Govortsova en la final. A Charleston va arribar a semifinals però es va retirar a causa d'una lesió al tormell quan s'enfrontava a Zvonariova. Malgrat aquest problema, va continuar disputant una sèrie de torneigs sobre terra batuda (Stuttgart, Roma i Madrid) però en tots va perdre en les primeres rondes, i només a Varsòvia va arribar a quarts de final, on es va retirar per lesió. En el Roland Garros va arribar a quarta ronda sense perdre cap set, llavors va superar Flavia Pennetta però fou derrotada per Francesca Schiavone, campiona final del Grand Slam. També va participar en categoria de dobles junt a Daniela Hantuchová, però per culpa d'una lesió d'aquesta, es van retirar a segona ronda. A Eastbourne, Wozniacki va fallar en la defensa del títol i va perdre en el primer partit contra Aravane Rezaï. A Wimbledon va arribar a quarta ronda fins a caure davant Petra Kvitová. Seguidament es va disputar la primera edició del torneig de Copenhaguen, primer esdeveniment de tennis celebrat a Dinamarca i especialment creat per la popularitat aconseguida per Wozniacki al seu país. La danesa no va errar durant la disputa dels partits i es va emportar el títol superant a Klára Zakopalová en la final. A Cincinnati no va passar de tercera ronda després de perdre contra Bartoli. A Mont-real, es va haver d'esperar dos dies per disputar les semifinals a causa de la intensa pluja, i el mateix dia va guanyar les semifinals i la final contra Kuznetsova i Zvonariova, aconseguint el tercer títol de l'any. Seguidament va tornar a guanyar el torneig de New Haven per tercera ocasió consecutiva, aquest cop contra Nàdia Petrova. Amb la baixa de Serena Williams, tennista número 1 del rànquing mundial, Wozniacki va encapçalar la llista de caps de sèrie en el US Open. Va millorar el seu resultat en els Grands Slams arribant a semifinals però fou superada per Zvonariova. Seguidament va guanyar el torneig de Tòquio contra Deméntieva aconseguint el cinquè títol de la temporada. Llavors va disputar el torneig de Pequín, i després de superar la tercera ronda, Wozniacki es va coronar com la nova número 1 del rànquing individual reemplaçant a Serena Williams. Va esdevenir la cinquena tennista en arribar al número 1 sense guanyar un títol de Grand Slam. Finalment també es va emportar el títol derrotant a Zvonariova. En la Copa Masters celebrada a Doha, va guanyar el primer partit contra Deméntieva i el tercer contra Schiavone, però va perdre el segon davant Stosur. Això fou suficient per classificar-se per les semifinals i assegurar-se el número 1 a final d'any. Va superar les semifinals contra Zvonariova però fou derrotada en la final contra Clijsters. Va tancar la temporada amb sis títols individuals, un més que Clijsters.

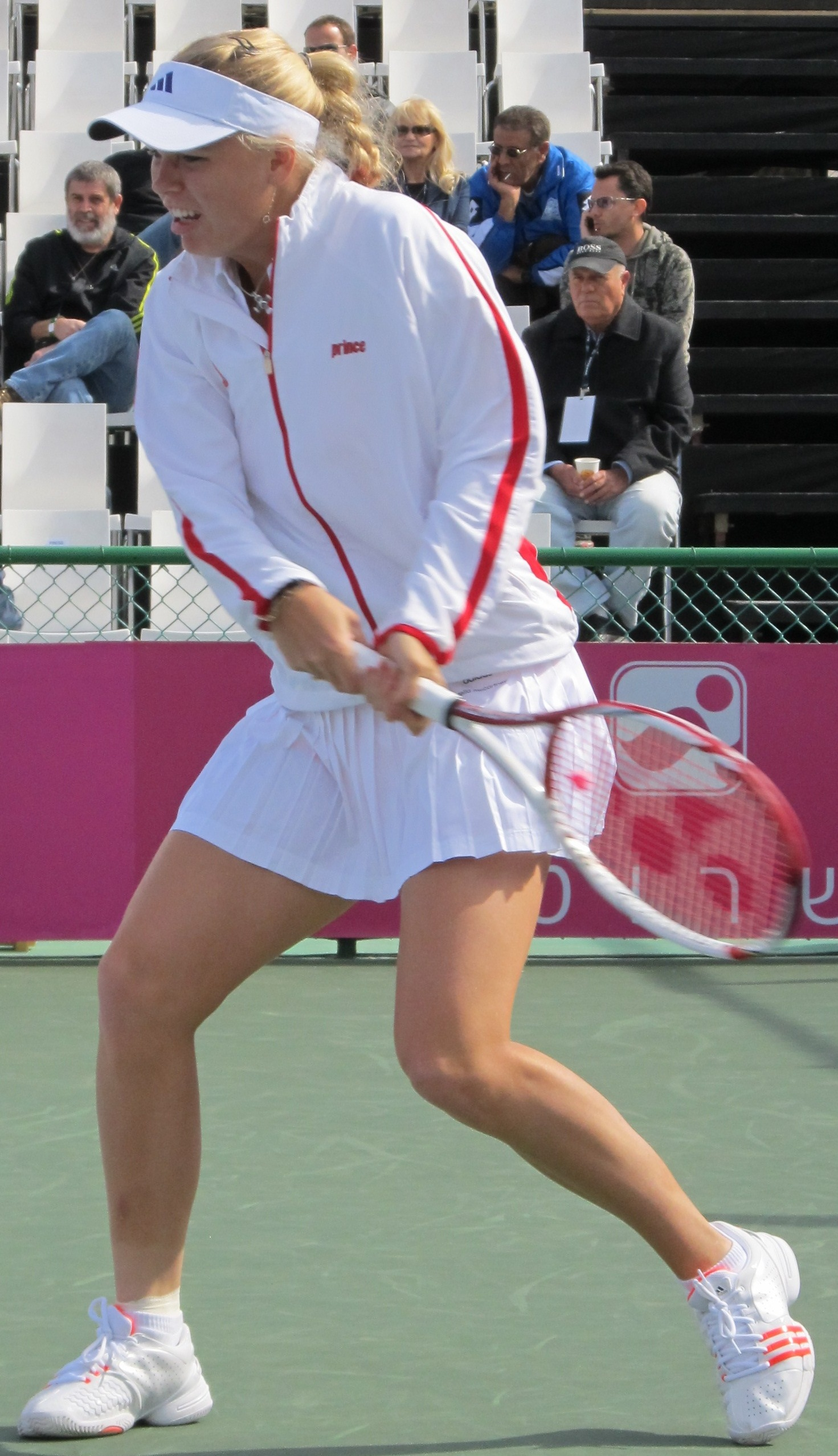
Wozniacki en la Copa Federació (2011).

Abans de començar la temporada va decidir canviar de marca de raqueta, de Babolat a Yonex. Després de jugar diversos partits d'exhibició a principi d'any, va disputar el primer torneig oficial a Sydney però va perdre en el primer partit contra Dominika Cibulková. Seguidament ja es va celebrar l'Open d'Austràlia, el primer Grand Slam que disputava com a número 1 del rànquing mundial. Va arribar a semifinals, on va perdre contra Li Na, a qui havia vençut en l'edició prèvia, malgrat disposar d'un punt de partit en el servei. Després del títol aconseguit per Clijsters, la tennista belga la va superar al capdavant del rànquing únicament durant una setmana, ja que Wozniacki va guanyar el seu primer títol de l'any a Dubai la setmana següent. Allà va superar fàcilment a Kuznetsova en la final aconseguint el tretzè títol de la seva carrera. A Doha també es va plantar a la final però en aquesta ocasió fou superada per Zvonariova. En el primer torneig Premier obligatori de l'any a Indian Wells, Wozniacki també va arribar a la final i va véncer a Bartoli. La setmana següent va disputar el torneig de Miami però va perdre a quarta ronda contra Andrea Petkovic. Seguidament va disputar els torneigs de Charleston o Stuttgart amb sort desigual, va guanyar la primera final contra Vesninà i va perdre la segona contra Julia Görges. A Madrid fou derrotada novament per Görges en tercera ronda mentre que a Roma fou derrotada per Xaràpova a semifinals, que després en fou la campiona. A Brussel·les va disputar la sisena final de la temporada, i després de superar Peng Shuai va guanyar el quart títol, el primer de la seva carrera sobre terra batuda vermella, el tipus de pista més lent. Tanmateix, aquest resultat no es va veure reflectit en el Roland Garros, on fou vençuda a tercera ronda per Hantuchová. En el torneig de casa seva, Copenhaguen, per segon any consecutiu va emportar-se el títol superant a Lucie Šafářová en la final. A Wimbledon tampoc va millorar els seus resultats i va perdre a quarta ronda contra Cibulková. Tot i perdre en segona ronda a Toronto i Cincinnati contra Roberta Vinci i Christina McHale respectivament, a New Haven va guanyar el títol per quarta ocasió consecutiva superant a Petra Cetkovská. Al US Open va arribar a semifinals després de superar diversos obstacles, i fou derrotada fàcilment per Serena Williams. Fins a final de temporada només va disputar el torneig de Tòquio i Pequín, on va ser eliminada a tercera i quarts de final per Kanepi i Pennetta respectivament. Finalment va encapçalar la Copa Masters però només va guanyar el primer partit contra Radwańska i va perdre els altres dos contra Zvonariova i Kvitová. Aquests resultats no li van permetre avançar a semifinals però gràcies a l'abandó de Xaràpova, Wozniacki va conservar el número 1. D'aquesta forma va finalitzar número 1 del rànquing femení per segon any consecutiu i només li va faltar una setmana per completar tota la temporada en aquest lloc, ja que Clijsters la va superar una setmana al febrer.

### Top 10 (2012−2014)
Va començar la temporada 2012 representant el seu país en la Copa Hopman junt al seu compatriota Frederik Nielsen. Malgrat guanyar dos partits individuals i només perdre contra Kvitová, van quedar eliminats en la fase prèvia. El primer torneig WTA que disputà fou a Sydney però fou eliminada a quarts de final per Radwańska. Fou la principal cap de sèrie en l'Open d'Austràlia però també va caure a quarts de final davant Clijsters, tot i que era el seu millor resultat en aquest torneig. La victòria d'Azàrenka en aquest Grand Slam li va permetre accedir al número 1 del rànquing i Wozniacki va baixar al segon lloc. Seguidament va disputar els torneigs de Dubai i Indian Wells on defensava els títols, però en ambdós fou eliminada prematurament per Görges i Ivanović respectivament. A Miami va millor els seus resultats arribant a semifinals però Xaràpova la va vèncer. A Charleston no va poder defensar el títol a causa d'una norma del circuit WTA pel qual ja hi havia dues altres tennistes Top 6 en el quadre. A continuació va disputar el torneig del seu país i arribà a la final fàcilment, però Angelique Kerber aconseguí la primera derrota de Wozniacki en aquest torneig des de la seva instauració el 2010. El seu rendiment fou molt negatiu en els Grand Slams de Roland Garros i Wimbledon, on fou eliminada per Kanepi en tercera ronda i Tamira Paszek en primera respectivament. Seguidament va representar a Dinamarca en el Jocs Olímpics participant en categoria individual femení, on derrotà a Anne Keothavong, Yanina Wickmayer i Hantuchová però fou vençuda per Serena Williams a quarts de final, que finalment fou medalla d'or. A l'estiu va tenir un bon rendiment a Mont-real arribant a semifinals fins a ser superada per Kvitová, però a Cincinnati només va arribar a tercera ronda en caure contra Pavliutxénkova. A New Haven, on defensava quatre títol consecutius, es retirà a semifinals per una lesió al genoll. A causa de no haver superat els dolors, en el US Open no va avançar més enllà de primera ronda caient davant Irina-Camelia Begu. Per primera vegada en tres anys va sortir del Top 10. Malgrat la decepció, poc després va aconseguir el primer títol de la temporada a Seül davant Kanepi. A Tòquio va perdre contra Radwanska a quarts de final mentre que a Pequín va perdre davant Kerber a tercera ronda. A Moscou va guanyar el segon títol de l'any, i vintè de la seva carrera, superant a Stosur en la final. Malgrat aquest final de temporada no es va poder classificar per disputar el WTA Tour Championships però si el Tournament of Champions de Sofia. Allà va guanyar els tres partits de la fase prèvia però va perdre en la final davant Petrova, acabant la temporada en la desena posició del rànquing.

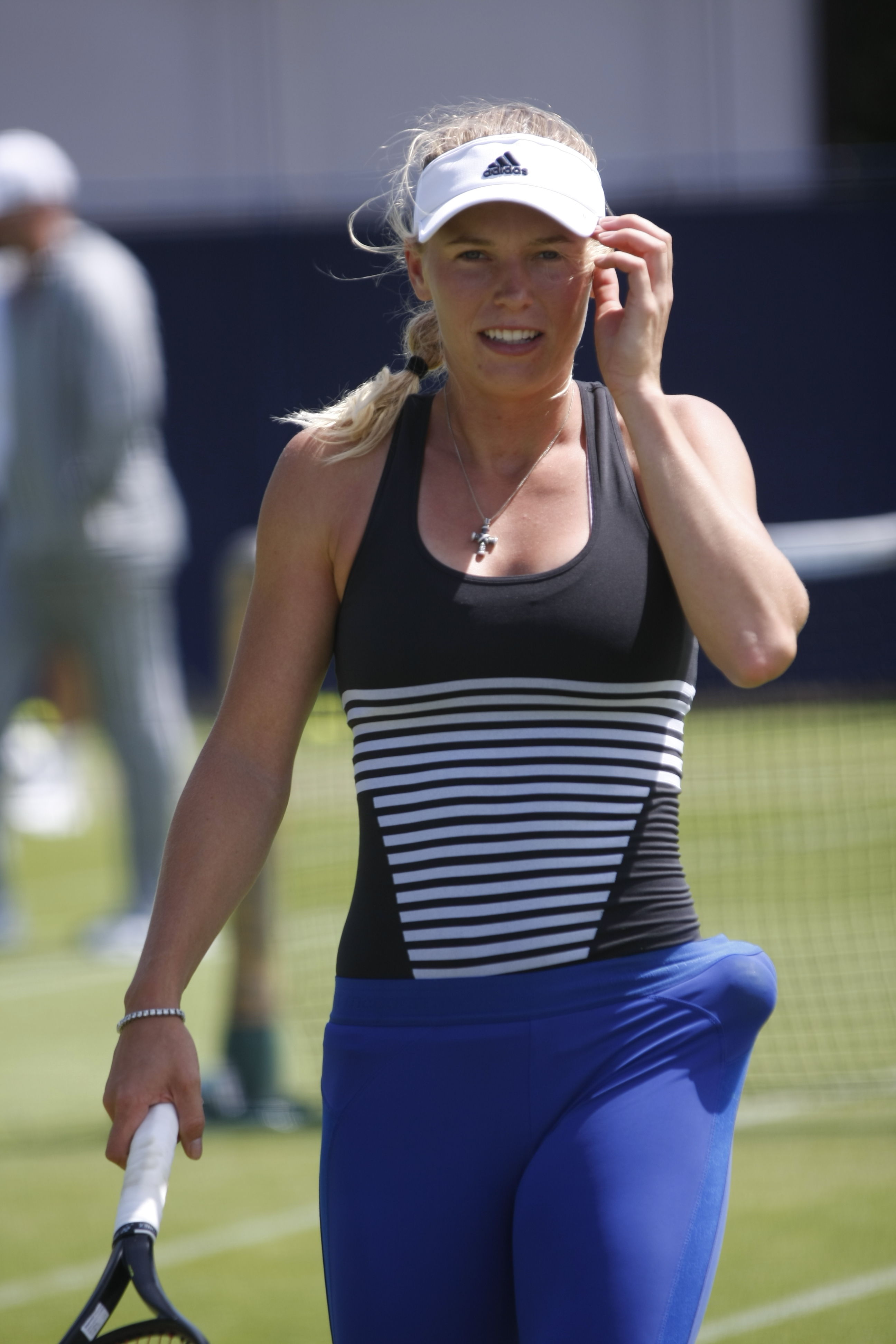
Wozniacki entrenant sobre gespa (2013).

En la temporada 2013 va començar a Brisbane amb derrota davant Ksenia Pervak, mentre que a Sydney va caure en segona ronda davant Kuznetsova. En l'Open d'Austràlia va arribar a quarta ronda, novament amb superada per Kuznetsova. A continuació va disputar el torneig de Doha arribant a quarts de final després de perdre contra Radwańska, i a Dubai va disputar les semifinals amb derrota enfront Kvitová. A Kuala Lumpur va caure en primera ronda Wang Qiang. A Indian Wells va aconseguir disputar la final cedint enfront Xaràpova, i a Miami va caure en tercera ronda davant Garbiñe Muguruza. En els torneigs sobre terra batuda va aconseguir uns resultats desastrosos, ja que, a banda dels quarts de final de Charleston, va caure en primera ronda de Stuttgart davant Carla Suárez Navarro, Madrid davant Iaroslava Xvédova i Roma davant Bojana Jovanovski, i només fins segona a Brussel·les davant Zheng i Roland Garros davant Jovanovski. Sobre herba va obtenir millors resultats, ja que Eastbourne va arribar a semifinals on va caure davant Jamie Hampton, mentre que a Wimbledon es va haver de retirar mentre disputava la segona ronda contra Cetkovská degut a una lesió. Va retornar al circuit a Toronto cedint en segona ronda davant Cîrstea malgrat haver disposat de diversos punts de partit. A Cincinnati va arribar a quarts de final amb derrota enfront Azàrenka, mentre que a New Haven va caure davant Simona Halep. En el US Open només va poder arribar a tercera ronda vençuda per Camila Giorgi. En la gira asiàtica va arribar a semifinals de Tòquio caient davant Kerber, a Pequín va perdre contra Serena Williams en quarts de final. Va aconseguir la primera alegria de l'any en el darrer torneig del calendari, celebrat a Luxemburg, on va superar Annika Beck en la final. Això no fou suficient per classificar-se pels WTA Championships, i malgrat poder accedir al Tournament of Champions de Sofia com a premi de consol, va preferir declinar la seva participació, i finalitzar l'any en desena posició del rànquing.
L'inici de la temporada 2014 es va produir a Sydney caient en segona ronda davant Šafářová, i a continuació va disputar l'Open d'Austràlia amb derrota en tercera ronda enfront Muguruza. A Doha va perdre el primer partit en mans de Wickmayer, però es va refer a Dubai sent semifinalista després de cedir davant Venus Williams. Seguidament va arribar a quarta ronda de Indian Wells, a quarts de final de Miami i a semifinals de Monterrey amb derrotes davant Janković, Li Na i Ivanović respectivament. Va retardar el seu debut sobre terra batuda degut a una lesió al canell esquerre, i va començar a Madrid caient tot just en segona ronda davant Vinci, en part degut a un dolor al genoll, de manera que no va disputar cap més torneig sobre aquesta superfície fins al Roland Garros, on fou superada per Wickmayer en el primer partit. Sobre gespa va arribar a semifinals de Eastbourne cedint enfront Kerber, mentre que a Wimbledon arribà a quarta ronda amb derrota davant Barbora Záhlavová-Strýcová. A continuació va aconseguir el primer èxit de l'any en imposar-se en la final d'Istanbul a Vinci. Ja a l'estiu va patir dues derrotes en mans de Serena Williams en els quarts de final de Mont-real i en semifinals de Cincinnati. Aquesta bona ratxa va tenir efecte en el US Open, on va disputar la seva segona final de Grand Slam de la seva trajectòria, però novament fou superada per Williams, número 1 del rànquing individual, en la que fou la tercera derrota en quatre setmanes en mans de Williams. A Tòquio també va avançar fins a la final, tercera de l'any, però en aquesta ocasió va vèncer Ivanović. A Wuhan va arribar a semifinals cedint enfront Eugenie Bouchard. A continuació va disputar el torneig de Pequín però va acusar el cansament i va perdre el primer partit davant Stosur. Classificada per les WTA Finals, va guanyar els tres partits de la fase inicial davant Xaràpova, Radwańska i Kvitová. Malauradament no va poder fer el mateix en semifinals contra Serena Williams, la seva bèstia negra de la temporada. Els bons resultats de la segona meitat de la temporada li van permetre retornar al Top 10 i va acabar en el vuitè lloc del rànquing individual. Finalitzada la temporada va córrer la Marató de Nova York completada en 3 hores, 26 minuts i 33 segons.

### Fora del Top 10 (2015−2016)

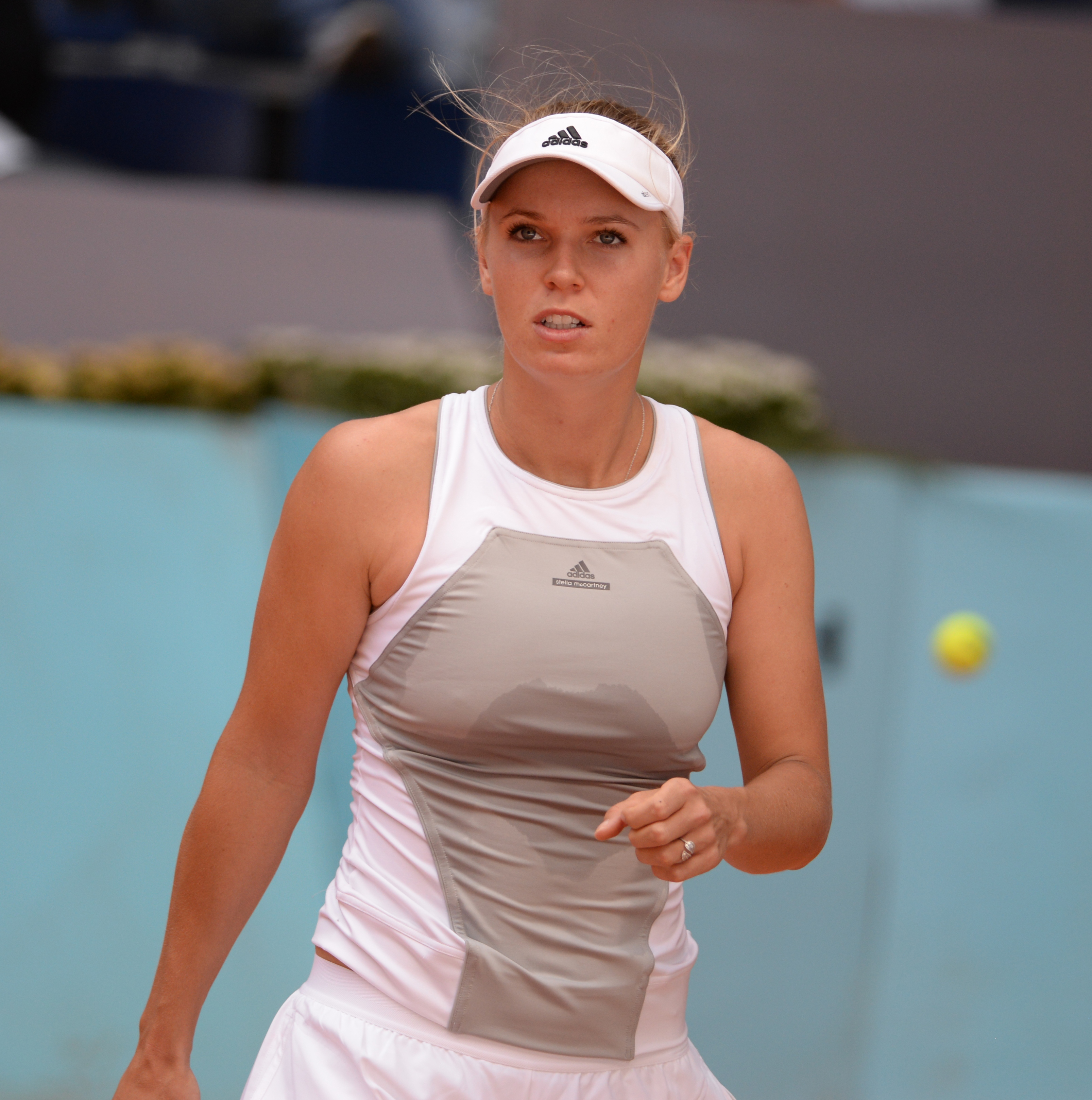
Wozniacki (2015).

La temporada 2015 va començar de forma positiva a Auckland arribant a la final però cedint enfront Venus Williams. Malgrat ser la vuitena cap de sèrie a l'Open d'Austràlia, en segona ronda no va poder superar Azàrenka. A Dubai es va plantar a semifinals però va caure en mans de Halep, mentre que a Doha es va tornar a estavellar contra Azàrenka en quarts de final. Es va refer amb el títol de Kuala Lumpur davant Alexandra Dulgheru. A Indian Wells i Miami fou superada per Belinda Bencic i Venus Williams en tercera i quarta ronda respectivament. Sobre terra batuda va començar amb bon peu plantant-se a la final de Stuttgart, però no va aconseguir derrotar Kerber. A Madrid va arribar a quarts de final fins a cedir enfront Xaràpova, però a Roma va caure en segona ronda davant Azàrenka. En el Roland Garros no va tenir millor sort, ja que va perdre contra Görges en segona ronda. Sobre gespa va disputar el torneig d'Eastbourne però es va retirar per lesió en semifinals davant Bencic, mentre que a Wimbledon va avançar fins quarta ronda, on la va vèncer Muguruza. Malgrat patir problemes físics al turmell, va decidir realitzar tota la gira nord-americana de l'estiu, però els resultats van ser un fracàs, ja que va perdre en les primeres rondes de Stanford, Toronto i Cincinnati en mans de Varvara Lepchenko, Bencic i Azàrenka respectivament. Es va refer a New Haven arribant a semifinals superada per Kvitová. En el US Open va caure tot just en segona ronda davant Petra Cetkovská malgrat haver disposat de quatre punts de partit. A la tardor van millorar lleugerament els resultats arribant a semifinals de Tòquio, cedint enfront Bencic per quarta ocasió aquesta temporada. A Wuhan va ser derrotada en segona ronda per Anna Karolína Schmiedlová, i a Pequín en tercera superada per Kerber. Amb aquesta derrota per perdre totes les possibilitats de classificar-se per les WTA Finals. Va perdre també en segona ronda davant Kirsten Flipkens a Linz. Classificada pel WTA Elite Trophy, es va retirar del torneig per lesió mentre disputava el primer partit contra Kuznetsova. Va acabar la temporada en el 17è lloc del rànquing individual, el seu pitjor resultat a final d'any des de 2007.
En el 2016 va disputar el torneig d'Auckland on va avançar fins a les semifinals, però fou derrotada per Sloane Stephens, en canvi, a l'Open d'Austràlia va caure tot just en primera ronda per Yulia Putintseva, el seu pitjor resultat en aquest Grand Slam. A Sant Petersburg nova millorar els resultats superada per Cibulková en segona ronda, a Doha va arribar a tercera vençuda per Vesninà, i a Monterrey va caure en quarts de final en mans Heather Watson. A continuació va arribar a segona ronda de Indian Wells i Miami, cedint enfront Zhang Shuai i Elina Svitolina respectivament. Degut a una lesió al turmell es va perdre tots els torneigs sobre terra batuda, caient al lloc 34 del rànquing individual. El seu retorn al circuit es va produir a Nottingham, ja sota les ordres del nou entrenador David Kotyza, però va caure en segona ronda davant Anett Kontaveit. Pel que fa a Eastbourne va caure davant Mónica Puig en tercera ronda. A Wimbledon no va ser cap de sèrie, per primer des de 2008, i fou vençuda per Kuznetsova tot just en primera ronda, suposant la sortida de Wozniacki del Top 50. A l'estiu va començar la gira nord-americana a Washington DC, on es va retirar en segona ronda quan s'enfrontava a Stosur. Degut a la lesió al braç esquerra, va renunciar al Toronto per disputar els Jocs Olímpics de Rio de Janeiro. Només va participar en categoria individual, però va caure en segona ronda davant Kvitová. A New Haven també va caure en primera ronda davant Jelena Ostapenko. La mala ratxa es va capgirar en el US Open, on va anar avançant fins a les semifinals, on es va trobar Kerber, que va esdevenir nova número 1 del rànquing individual. Continuant amb aquest resultat, Wozniacki va superar Naomi Osaka en la final de Tòquio, aconseguint el primer títol de la temporada. A Wuhan i a Pequín va caure en tercera ronda davant Radwańska en ambdós torneigs. Per posar fi a la gira asiàtica, a Hong Kong va aconseguir el segon títol de l'any imposant-se a Kristina Mladenovic en la final. També va disputar el torneig de Luxemburg però s'hagué de retirar en quarts de final. Va finalitzar la temporada aquí després de renunciar al WTA Elite Trophy, acabant l'any en la posició 19 malgrat haver arribat a la 74ena durant la temporada.

### Primer Grand Slam i retorn al número 1 (2017−present)

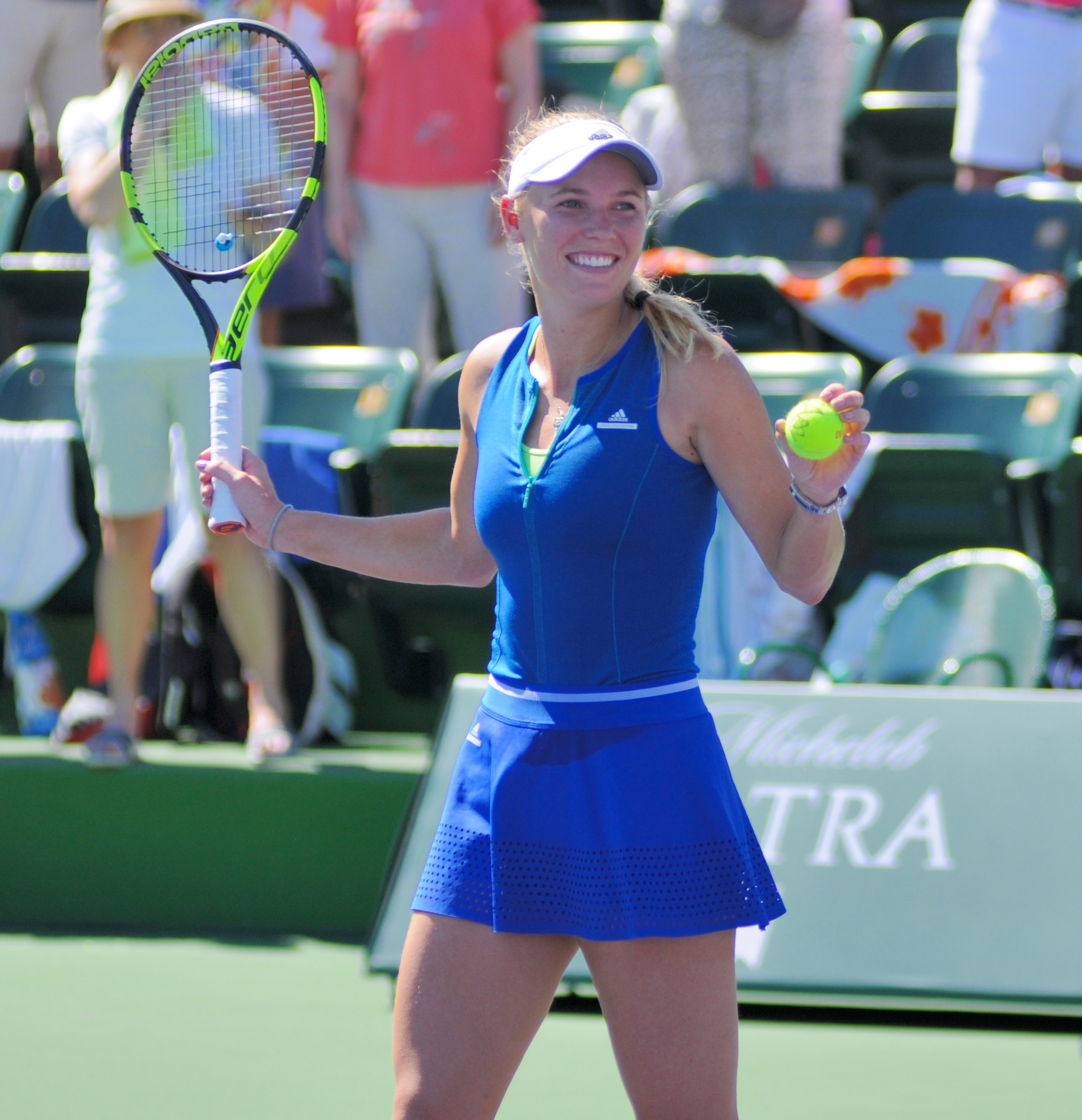
Wozniacki a Indian Wells (2017).

Novament va començar la temporada a Auckland arribant a quarts de final després de perdre contra Görges, mentre que a Sydney va cauren en quarts de final davant Strýcová. A l'Open d'Austràlia només va poder arribar a tercera ronda amb derrota davant Johanna Konta. Els primers bons resultats de l'any on fou finalista en dos torneigs consecutius, primer a Doha fou superada per Karolína Plíšková i a Dubai per Svitolina. A Indian Wells va cedir enfront Mladenovic en quarts de final, mentre que a Miami es va classificar per la final, però novament va ser derrotada per Konta. Va començar els torneigs sobre terra batuda a Charleston i Praga amb dues derrotes davant Ostapenko en quarts de final i segona ronda respectivament. A Madrid també va caure en segona ronda davant Suárez Navarro. A continuació va disputar el torneig d'Estrasburg es va retirar en primera ronda quan s'enfrontava a Shelby Rogers. A Roland Garros també va ser vençuda per Ostapenko en quarts de final, que en fou la campiona final. Sobre gespa es va plantar en la final d'Eastbourne, quarta final de l'any, però novament va ser derrotada per Plíšková. A Wimbledon va avançar fins quarta ronda, on va cedir enfront Coco Vandeweghe. A continuació va participar en el torneig de Bastad, on també va accedir a la final, i novament va ser superada, en aquesta ocasió per Katerina Siniakova. A l'estiu va disputar el torneig de Toronto, on pel camí va superar Plíšková, la primera victòria sobre la tennista número 1 del rànquing, i es va classificar per la final, sisena de la temporada, però novament es va quedar a les portes del títol en ser vençuda per Svitolina. A Cincinnati no va poder fer el mateix i Plíšková es va venjar en quarts de final. Després d'aquests torneigs va tornar a escalar fins al top 5 del rànquing. Per contra, en el US Open va caure prematurament en segona ronda davant Iekaterina Makàrova. El primer títol de la temporada va arribar a Tòquio, on va reeditar el títol davant Pavliutxénkova. A Wuhan va caure tot just en el primer partit enfront Maria Sakkari, mentre que a Pequín va cedir enfront Kvitová en tercera ronda. També va participar en el torneig de Hong Kong, però va renunciar en segona ronda. Gràcies als bons resultats es va classificar per les WTA Finals, derrotant en la fase prèvia a Svitolina, Halep (número 1 del rànquing), però cedint enfront Caroline Garcia. Va aconseguir classificar-se per semifinals, on va superar Plíšková, i en la final va derrotar a Venus Williams. Aquest va esdevenir el títol més important del seu palmarès, i va accedir al número 3 del rànquing individual.

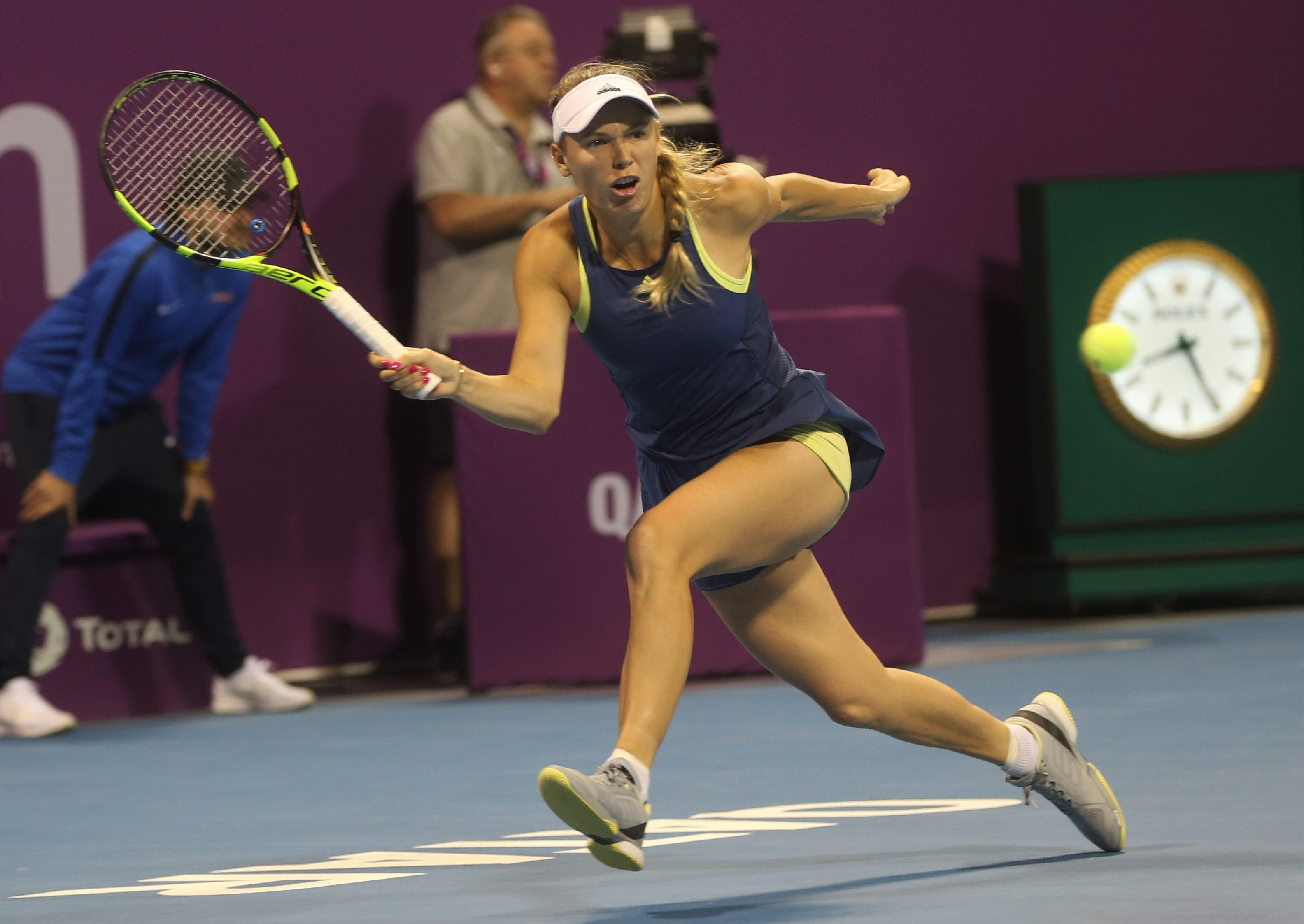
Wozniacki a Doha (2018).

Va iniciar l'any novament a Auckland i va avançar amb èxit fins a la final, però va ser derrotada per Görges. A continuació va participar en l'Open d'Austràlia i es va classificar per disputar la seva primera final en aquest torneig, i la primera final de Grand Slam des de 2014. Allà es va enfrontar a la número 1 del rànquing individual, Halep, que paral·lelament també disputava la primera final a Austràlia, també la seva tercera final de Grand Slam, i també optava al primer títol de Grand Slam. La danesa va superar un punt de partit en contra i es va imposar en la final per guanyar el títol més important del seu palmarès. Això li va permetre recuperar el número 1 mundial sis anys després de l'anterior vegada. A continuació va entrar als torneigs de Sant Petersburg i Doha arribant a quarts de final i semifinals respectivament, caient davant Dària Kassàtkina i Kvitová. A Indian Wells va tornar a cedir enfront Kassàtkina en quarta ronda, mentre que a Miami va ser eliminada en segona ronda per Puig. Va començar els torneigs sobre terra batuda a Istanbul havent-se de retirar en quarts de final davant Pauline Parmentier. A Madrid va ser derrotada per Kiki Bertens en tercera ronda mentre que a Roma va caure en quarts de final davant Kontaveit. En el Roland Garros va cedir en quarta ronda enfront Kassàtkina, tercera derrota contra la russa. A continuació va disputar el torneig d'Eastbourne sobre gespa, on es va imposar a Arina Sabalenka en la final, fet que va coincidir amb la seva victòria número 600. Per contra, a Wimbledon va caure tot just en segona ronda davant Makàrova. A l'estiu va renunciar a Washington DC per lesió a la cama dreta, i va tornar al circuit a Mont-real, però Sabalenka es va venjar en primera ronda. Seguidament es va retirar en primera ronda de Cincinnati davant Bertens. En el US Open va ser eliminada en segona ronda per Lesia Tsurenko. No van millorar els resultats a la tardor, ja que va caure en segona ronda de Tòquio enfront Giorgi, i en tercera ronda a Wuhan enfront Puig. Contràriament, una setmana després a Pequín va guanyar el títol a Anastasija Sevastova sense cedir un sol set en tot el torneig. Classificada per les WTA Finals, va perdre davant Plíšková, va guanyar a Kvitová, però va perdre davant Svitolina, tancant sense èxit la seva defensa del títol. En finalitzar la temporada va revelar que a l'estiu li havien diagnosticat artritis reumatoide.

## Palmarès: 32 (30−2)

### Individual: 55 (30−25)
| Abans de 2009                                        | Després de 2009         |
| ---------------------------------------------------- | ----------------------- |
| Grand Slam (1−2)                                     |                         |
| WTA Tour Championships (1−1)                         |                         |
| WTA Tournament of Champions / WTA Elite Trophy (0−1) |                         |
| Tier I (0−0)                                         | Premier Mandatory (3−4) |
| Tier II (1−0)                                        | Premier 5 (2−2)         |
| Tier III (1−1)                                       | Premier (11−8)          |
| Tier IV i V (1−0)                                    | International (9−6)     |

| Títols per superfície |
| --------------------- |
| Dura (25−17)          |
| Gespa (2−1)           |
| Terra batuda (3−7)    |

| Resultat   | Núm. | Data                   | Torneig                                  | Superfície       | Oponent en la final       | Marcador         |
| ---------- | ---- | ---------------------- | ---------------------------------------- | ---------------- | ------------------------- | ---------------- |
| Guanyadora | 1.   | 8 d'agost de 2008      | Estocolm, Suècia                         | Dura             | Vera Duixévina            | 6−0, 6−2         |
| Guanyadora | 2.   | 23 d'agost de 2008     | New Haven, Estats Units                  | Dura             | Anna Txakvetadze          | 3−6, 6−4, 6−1    |
| Guanyadora | 3.   | 5 d'octubre de 2008    | Tòquio, Japó                             | Dura             | Kaia Kanepi               | 6−2, 3−6, 6−1    |
| Finalista  | 1.   | 26 d'octubre de 2008   | Ciutat de Luxemburg, Luxemburg           | Dura (i)         | Ielena Deméntieva         | 6−2, 4−6, 6−7(4) |
| Finalista  | 2.   | 21 de febrer de 2009   | Memphis, Estats Units                    | Dura (i)         | Viktória Azàrenka         | 1−6, 3−6         |
| Guanyadora | 4.   | 12 d'abril de 2009     | Ponte Vedra Beach, Estats Units          | Terra batuda     | Aleksandra Wozniak        | 6−1, 6−2         |
| Finalista  | 3.   | 19 d'abril de 2009     | Charleston, Estats Units                 | Terra batuda     | Sabine Lisicki            | 2−6, 4−6         |
| Finalista  | 4.   | 17 de maig de 2009     | Madrid, Espanya                          | Terra batuda     | Dinara Safina             | 2−6, 4−6         |
| Guanyadora | 5.   | 20 de juny de 2009     | Eastbourne, Regne Unit                   | Gespa            | Virginie Razzano          | 7−6(5), 7−5      |
| Finalista  | 5.   | 11 de juliol de 2009   | Bastad, Suècia                           | Terra batuda     | M.J. Martínez Sánchez     | 5−7, 4−6         |
| Guanyadora | 6.   | 29 d'agost de 2009     | New Haven (2)                            | Dura             | Ielena Vesninà            | 6−2, 6−4         |
| Finalista  | 6.   | 13 de setembre de 2009 | US Open, Estats Units                    | Dura             | Kim Clijsters             | 5−7, 3−6         |
| Finalista  | 7.   | 21 de març de 2010     | Indian Wells, Estats Units               | Dura             | Jelena Janković           | 2−6, 4−6         |
| Guanyadora | 7.   | 11 d'abril de 2010     | Ponte Vedra Beach (2)                    | Terra batuda     | Olga Govortsova           | 6−2, 7−5         |
| Guanyadora | 8.   | 8 d'agost de 2010      | Copenhaguen, Dinamarca                   | Dura (i)         | Klára Zakopalová          | 6−2, 7−6(5)      |
| Guanyadora | 9.   | 23 d'agost de 2010     | Mont-real, Canadà                        | Dura             | Vera Zvonariova           | 6−3, 6−2         |
| Guanyadora | 10.  | 28 d'agost de 2010     | New Haven (3)                            | Dura             | Nàdia Petrova             | 6−3, 3−6, 6−3    |
| Guanyadora | 11.  | 2 d'octubre de 2010    | Tòquio, Japó                             | Dura             | Ielena Deméntieva         | 1−6, 6−2, 6−3    |
| Guanyadora | 12.  | 10 d'octubre de 2010   | Pequín, Xina                             | Dura             | Vera Zvonariova           | 6−3, 3−6, 6−3    |
| Finalista  | 8.   | 31 d'octubre de 2010   | WTA Tour Championships, Doha, Qatar      | Dura             | Kim Clijsters             | 3−6, 7−5, 3−6    |
| Guanyadora | 13.  | 20 de febrer de 2011   | Dubai, Emirats Àrabs Units               | Dura             | Svetlana Kuznetsova       | 6−1, 6−3         |
| Finalista  | 9.   | 26 de febrer de 2011   | Doha, Qatar                              | Dura             | Vera Zvonariova           | 4−6, 4−6         |
| Guanyadora | 14.  | 20 de març de 2011     | Indian Wells                             | Dura             | Marion Bartoli            | 6−1, 2−6, 6−3    |
| Guanyadora | 15.  | 10 d'abril de 2011     | Charleston                               | Dura             | Ielena Vesninà            | 6−2, 6−3         |
| Finalista  | 10.  | 24 d'abril de 2011     | Stuttgart, Alemanya                      | Terra batuda (i) | Julia Görges              | 6−7(3), 3−6      |
| Guanyadora | 16.  | 21 de maig de 2011     | Brussel·les, Bèlgica                     | Terra batuda     | Peng Shuai                | 2−6, 6−3, 6−3    |
| Guanyadora | 17.  | 12 de juny de 2011     | Copenhaguen (2)                          | Dura (i)         | Lucie Šafářová            | 6−1, 6−4         |
| Guanyadora | 18.  | 27 d'agost de 2011     | New Haven (4)                            | Dura             | Petra Cetkovská           | 6−4, 6−1         |
| Finalista  | 11.  | 15 d'abril de 2012     | Copenhaguen                              | Dura (i)         | Angelique Kerber          | 4−6, 4−6         |
| Guanyadora | 19.  | 23 de setembre de 2012 | Seül, Corea del Sud                      | Dura             | Kaia Kanepi               | 6−1, 6−0         |
| Guanyadora | 20.  | 21 d'octubre de 2012   | Moscou, Rússia                           | Dura (i)         | Samantha Stosur           | 6−2, 4−6, 7−5    |
| Finalista  | 12.  | 4 de novembre de 2012  | Tournament of Champions, Sofia, Bulgària | Dura (i)         | Nàdia Petrova             | 2−6, 1−6         |
| Finalista  | 13.  | 17 de març de 2013     | Indian Wells (2)                         | Dura             | Maria Xaràpova            | 2−6, 2−6         |
| Guanyadora | 21.  | 20 d'octubre de 2013   | Ciutat de Luxemburg                      | Dura (i)         | Annika Beck               | 6−2, 6−2         |
| Guanyadora | 22.  | 20 de juliol de 2014   | Istanbul, Turquia                        | Dura             | Roberta Vinci             | 6−1, 6−1         |
| Finalista  | 14.  | 7 de setembre de 2014  | US Open (2)                              | Dura             | Serena Williams           | 3−6, 3−6         |
| Finalista  | 15.  | 21 de setembre de 2014 | Tòquio                                   | Dura             | Ana Ivanović              | 2−6, 6−7(2)      |
| Finalista  | 16.  | 10 de gener de 2015    | Auckland, Nova Zelanda                   | Dura             | Venus Williams            | 6−2, 3−6, 3−6    |
| Guanyadora | 23.  | 8 de març de 2015      | Kuala Lumpur, Malàisia                   | Dura             | Alexandra Dulgheru        | 4−6, 6−2, 6−1    |
| Finalista  | 17.  | 26 d'abril de 2015     | Stuttgart (2)                            | Terra batuda (i) | Angelique Kerber          | 6−3, 1−6, 5−7    |
| Guanyadora | 24.  | 25 de setembre de 2016 | Tòquio (2)                               | Dura             | Naomi Osaka               | 7−5, 6−3         |
| Guanyadora | 25.  | 16 d'octubre de 2016   | Hong Kong, Hong Kong                     | Dura             | Kristina Mladenovic       | 6−1, 6−7(4), 6−2 |
| Finalista  | 18.  | 18 de febrer de 2017   | Doha (2)                                 | Dura             | Karolína Plísková         | 3−6, 4−6         |
| Finalista  | 19.  | 25 de febrer de 2017   | Dubai                                    | Dura             | Elina Svitolina           | 4−6, 2−6         |
| Finalista  | 20.  | 1 d'abril de 2017      | Miami, Estats Units                      | Dura             | Johanna Konta             | 4−6, 3−6         |
| Finalista  | 21.  | 1 de juliol de 2017    | Eastbourne                               | Gespa            | Karolína Plíšková         | 4−6, 4−6         |
| Finalista  | 22.  | 30 de juliol de 2017   | Bastad (2)                               | Terra batuda     | Kateřina Siniaková        | 3−6, 4−6         |
| Finalista  | 23.  | 13 d'agost de 2017     | Toronto                                  | Dura             | Elina Svitolina           | 4−6, 0−6         |
| Guanyadora | 26.  | 24 de setembre de 2017 | Tòquio (3)                               | Dura             | Anastassia Pavliutxénkova | 6−0, 7−5         |
| Guanyadora | 27.  | 29 d'octubre de 2017   | WTA Finals, Singapur                     | Dura (i)         | Venus Williams            | 6−4, 6−4         |
| Finalista  | 24.  | 7 de gener de 2018     | Auckland (2)                             | Dura             | Julia Görges              | 4−6, 6−7(4)      |
| Guanyadora | 28.  | 27 de gener de 2018    | Open d'Austràlia, Austràlia              | Dura             | Simona Halep              | 7−6(2), 3−6, 6−4 |
| Guanyadora | 29.  | 30 de juny de 2018     | Eastbourne (2)                           | Gespa            | Arina Sabalenka           | 7−5, 7−6(5)      |
| Guanyadora | 30.  | 7 d'octubre de 2018    | Pequín (2)                               | Dura             | Anastasija Sevastova      | 6−3, 6−3         |
| Finalista  | 25.  | 7 d'abril de 2019      | Charleston (2)                           | Terra batuda     | Madison Keys              | 6−7(5), 3−6      |

#### Períodes com a número 1
| Núm. | Precedida per   | Dates                   | Succeïda per      | Setmanes | Acumulat |
| ---- | --------------- | ----------------------- | ----------------- | -------- | -------- |
| 1.   | Serena Williams | 11/10/2010 − 13/02/2011 | Kim Clijsters     | 18       | 18       |
| 2.   | Kim Clijsters   | 21/02/2011 − 29/01/2012 | Viktória Azàrenka | 49       | 67       |
| 3.   | Simona Halep    | 28/01/2018 − 25/02/2018 | Simona Halep      | 4        | 71       |

### Dobles: 4 (2−2)
| Abans de 2009                | Després de 2009         |
| ---------------------------- | ----------------------- |
| Grand Slam (0−0)             |                         |
| WTA Tour Championships (0−0) |                         |
| Tier I (0−0)                 | Premier Mandatory (0−0) |
| Tier II (1−0)                | Premier 5 (0−0)         |
| Tier III (0−1)               | Premier (0−0)           |
| Tier IV i V (0−0)            | International (1−1)     |

| Títols per superfície |
| --------------------- |
| Dura (2−2)            |
| Gespa (0−0)           |
| Terra batuda (0−0)    |

| Resultat   | Núm. | Data                   | Torneig                | Superfície | Parella           | Oponents en la final             | Marcador    |
| ---------- | ---- | ---------------------- | ---------------------- | ---------- | ----------------- | -------------------------------- | ----------- |
| Finalista  | 1.   | 26 de febrer de 2006   | Memphis, Estats Units  | Dura (i)   | Viktória Azàrenka | Lisa Raymond Samantha Stosur     | 7–6(2), 6–3 |
| Guanyadora | 1.   | 28 de setembre de 2008 | Pequín, Xina           | Dura       | Anabel Medina     | Xinyun Han Yi-Fan Xu             | 6–1, 6–3    |
| Guanyadora | 2.   | 21 de febrer de 2009   | Memphis                | Dura (i)   | Viktória Azàrenka | Yuliana Fedak Michaella Krajicek | 6–1, 7–6(2) |
| Finalista  | 2.   | 12 de gener de 2020    | Auckland, Nova Zelanda | Dura       | Serena Williams   | Asia Muhammad Taylor Townsend    | 4−6, 4−6    |

## Trajectòria

### Individual
| Open d'Austràlia | A     | A     | 4R    | 3R          | 4R          | SF          | QF    | 4R          | 3R          | 2R          | 1R    | 3R          | G           | 3R          | 3R  |  | A  | 2R | 1 / 14    | 37 − 13   |
| Roland Garros | A     | 1R    | 3R    | 3R          | QF          | 3R          | 3R    | 2R          | 1R          | 2R          | A     | QF          | 4R          | 1R          | A   |  | A  |    | 0 / 12    | 21 − 12   |
| Wimbledon | Q1    | 2R    | 3R    | 4R          | 4R          | 4R          | 1R    | 2R          | 4R          | 4R          | 1R    | 4R          | 2R          | 3R          | A   |  | A  |    | 0 / 13    | 25 − 13   |
| US Open | A     | 2R    | 4R    | F           | SF          | SF          | 1R    | 3R          | F           | 2R          | SF    | 2R          | 2R          | 3R          | A   |  | 4R |    | 0 / 14    | 41 − 14   |
| Jocs Olímpics | NC    | NC    | 3R    | No celebrat | No celebrat | No celebrat | QF    | No celebrat | No celebrat | No celebrat | 2R    | No celebrat | No celebrat | No celebrat | A   |  | A  |    | 0 / 3     | 6 − 3     |
| WTA Championships | A     | A     | A     | SF          | F           | RR          | A     | A           | SF          | A           | A     | G           | RR          | A           | A   |  | A  |    | 1 / 6     | 14 − 10   |
| Total Victòries−Derrotes | 17−10 | 31−17 | 58−20 | 67−24       | 62−17       | 63−17       | 50−21 | 39−22       | 48−19       | 41−23       | 33−17 | 60−21       | 41−17       | 20−15       | 5−2 |  |    |    | 635 – 264 | 635 – 264 |
| Rànquing a final d'any | 237   | 60    | 12    | 4           | 1           | 1           | 10    | 10          | 8           | 17          | 19    | 3           | 3           | 37          |     |  |    |    |           |           |
| Llegenda: G: Guanyadora; F: Finalista; SF: Semifinalista; QF: Quarts de final; Q: Qualificació; A: Absent; RR: Round Robin; |       |       |       |             |             |             |       |             |             |             |       |             |             |             |     |  |    |    |           |           |